# جایزه امی ساعات پربیننده برای بهترین بازیگر نقش مکمل زن در مجموعه تلویزیونی درام
جایزه امی ساعات پربیننده برای بهترین بازیگر نقش مکمل زن در مجموعه تلویزیونی درام رده‌ای از جوایز امی ساعات پربیننده برای قدردانی از بازیگران نقش مکمل زن است. در نخستین مراسم‌های جوایز امی، رده‌های جوایز بر پایه ژانر و یا جنسیت بازیگر نبودند.پس از بیست و دومین دوره جوایز امی ساعات پربیننده، بازیگران نقش مکمل در مجموعه تلویزیونی درام تنهایی رقابت می‌کردند. هرچند برندگان این جایزه برخی اوقات از مینی‌سریال‌ها، فیلم‌های تلویزیونی و نقش‌آفرینی‌های مهمان نیز بوده‌اند.

## مجموعه‌های تلویزیونی با جوایز متعدد
| ۴ جایزه - لو گرانت (۳ جایزه پشت‌سرهم) ۳ جایزه - سنت السور (۲ جایزه پشت‌سرهم) - خانواده والتون (۲ جایزه پشت‌سرهم) - بال غربی | ۲ جایزه - بریکینگ بد - ساعت سزار - دانتون ابی - خانواده - آبی‌های خیابان هیل - هاف - اوزارک |